# Friedrich von Ledebur
Friedrich Anton Maria Hubertus Bonifacius Graf von Ledebur-Wicheln (3 de junio de 1900 - 25 de diciembre de 1986) fue un actor austríaco conocido por Moby Dick (1956), Alejandro Magno (1955) y Matadero cinco (1972).

## Primeros años
Ledebur nació en Nisko, Imperio austrohúngaro (ahora Polonia) en 1900. Friedrich se alistó en el ejército austrohúngaro en 1916 y fue oficial de la División de Caballería austríaca durante los últimos años de la Primera Guerra Mundial.

## Período de entreguerras
En la década de 1930, Ledebur se hizo amigo íntimo de Charles Bedaux, con quien viajó extensamente por África y Canadá. Después de la guerra, Ledebur pasó las siguientes dos décadas viajando por el mundo, trabajando en todo tipo de trabajos ocasionales, desde la minería de oro hasta el buceo en aguas profundas, pasando por la equitación y ganando premios en dinero en rodeos. Ledebur se instaló en los Estados Unidos en 1939 y anglicanizó su nombre a "Frederick". Una estrecha amistad con su compañero aventurero y director John Huston le dio a Ledebur su entrada en la interpretación de personajes.

## Carrera actoral
En 1945, Ledebur hizo su debut cinematográfico. Más tarde apareció en Alejandro Magno (1955), e interpretó al jefe arponero Queequeg, un jefe de los mares del Sur, en la película Moby Dick (1956). "Mejor un caníbal sobrio que un cristiano borracho", dice Ismael de Herman Melville sobre Queequeg en el libro y la película. Apareció como el hermano Cristóbal en el episodio "El hombre aullador" de The Twilight Zone.

## Muerte
Ledebur murió el 25 de diciembre de 1986 de causas naturales, en Linz, Austria. Tenía 86 años.